# Lužná (Boemia centrale)
Lužná è un comune della Repubblica Ceca facente parte del distretto di Rakovník, in Boemia Centrale.